# Малинский округ
Малинский округ (укр. Малинська округа) — единица административного деления Киевской губернии Украинской ССР, существовавшая в 1923—1924 годах.

## История
Малинский округ Киевской губернии был образован  7 марта 1923 года из части Овручского и Житомирского уездов. Упразднён 28 октября 1924 года и его территория была поделена между Киевской и Волынской губерниями.